# Хорошенюк Павло Іванович
Хорошенюк Павло Іванович (5 вересня 1951 року, с. Романківці Сокирянський район Чернівецька область) — заслужений журналіст України.

## Біографія
Павло Хорошенюк народився 5 вересня 1951 року в с. Романківці Сокирянського району Чернівецької області (Україна). 1968 року закінчив Романковецьку середню школу. У 1968—1969 роках проходив службу в Радянській Армії. Після звільнення в запас працював фотокореспондентом Путильської районної газети «Радянські Карпати». У 1971—1972 рр. — літературний працівник районної газети «Дністрові зорі» (м. Сокиряни, Чернівецька область). У 1972—1977 роках навчався на факультеті журналістики у Київському державному університеті ім. Шевченка. Працював кореспондентом газети «Радянське Поділля» (м. Хмельницький). У 1982—1984 рр. — навчався у відділі журналістики Київської вищої партійної школи при ЦК Компартії України. У 1984—1991 рр. — інструктор з преси Хмельницького обкому Компартії України[джерело?]. У 1991—1992 рр. — завідувач відділу неперіодичних видань видавництва «Поділля». 1 квітня 1992 р. призначений завідувачем відділу Хмельницького обласного телерадіооб'єднання. Того ж року затверджений заступником генерального директора Хмельницької обласної телерадіокомпанії «Поділля-центр».

## Відзнака, нагороди
- Заслужений журналіст України.
- Почесна грамота Верховної Ради України (2008).
- Почесна грамота Кабінету Міністрів України (2010).